# Michael Vijay Cater
Michael Vijay Cater (ur. 17 maja 1996) – filipiński zapaśnik walczący w stylu klasycznym. Srebrny medalista igrzysk Azji Południowo-Wschodniej w 2019 i 2023. Pierwszy na mistrzostwach Azji Południowo-Wschodniej w 2018 i drugi w 2022 roku.